# NGC 5232
NGC 5232 (również PGC 47998) – galaktyka spiralna (S0-a), znajdująca się w gwiazdozbiorze Panny. Odkrył ją Albert Marth 30 maja 1864 roku.